# جون سيمون (لاعب كرة قدم أمريكية)
جون سيمون (بالإنجليزية: John Simon)‏ هو لاعب كرة قدم أمريكية أمريكي، ولد في 11 ديسمبر 1978 في باتون روج في الولايات المتحدة.

## وصلات خارجية
- جون سيمون على موقع مرجع كرة القدم المحترفة.كوم (الإنجليزية)